# Nectandra cordata
Nectandra cordata là một loài thực vật thuộc họ Lauraceae. Đây là loài đặc hữu của Peru.